# Новоселівка Друга (Покровський район)
Новосе́лівка Дру́га — село Очеретинської селищної громади Покровського району Донецької області, в Україні. Населення становить 131 осіб.

## Загальні відомості
Відстань до райцентру становить близько 16 км і проходить автошляхом місцевого значення. В межах села річка Кам'янка впадає в Очеретовату.

## Населення
За даними перепису 2001 року населення села становило 131 особу, з них 28,24 % зазначили рідною мову українську та 71,76 %— російську.

## Новітня історія
24 січня 2015 року в селі загинув сержант 17-ї танкової бригади Сергій Ласкін, а 22 січня 2023 року поблизу села - Веретьонник Ігор Олексійович («Чужий»; 2001—2023) — старший солдат механізованого батальйону 110-ї окремої механізованої бригади імені генерал-хорунжого Марка Безручка, кавалер ордена «За мужність» III ступеня (2024).

## Пам'ятки
У селі є пам'ятка археології місцевого значення — поселення Кам'янка-IV, яка належить середньому періоду бронзової доби. Поселення розташоване на південно-західній окраїні села (лівий берег балки Кам'янки).
Біля клубу є братська могила радянських воїнів Південного фронту — пам'ятка історії місцевого значення, встановлена 1962 року. Охоронний № 1692.

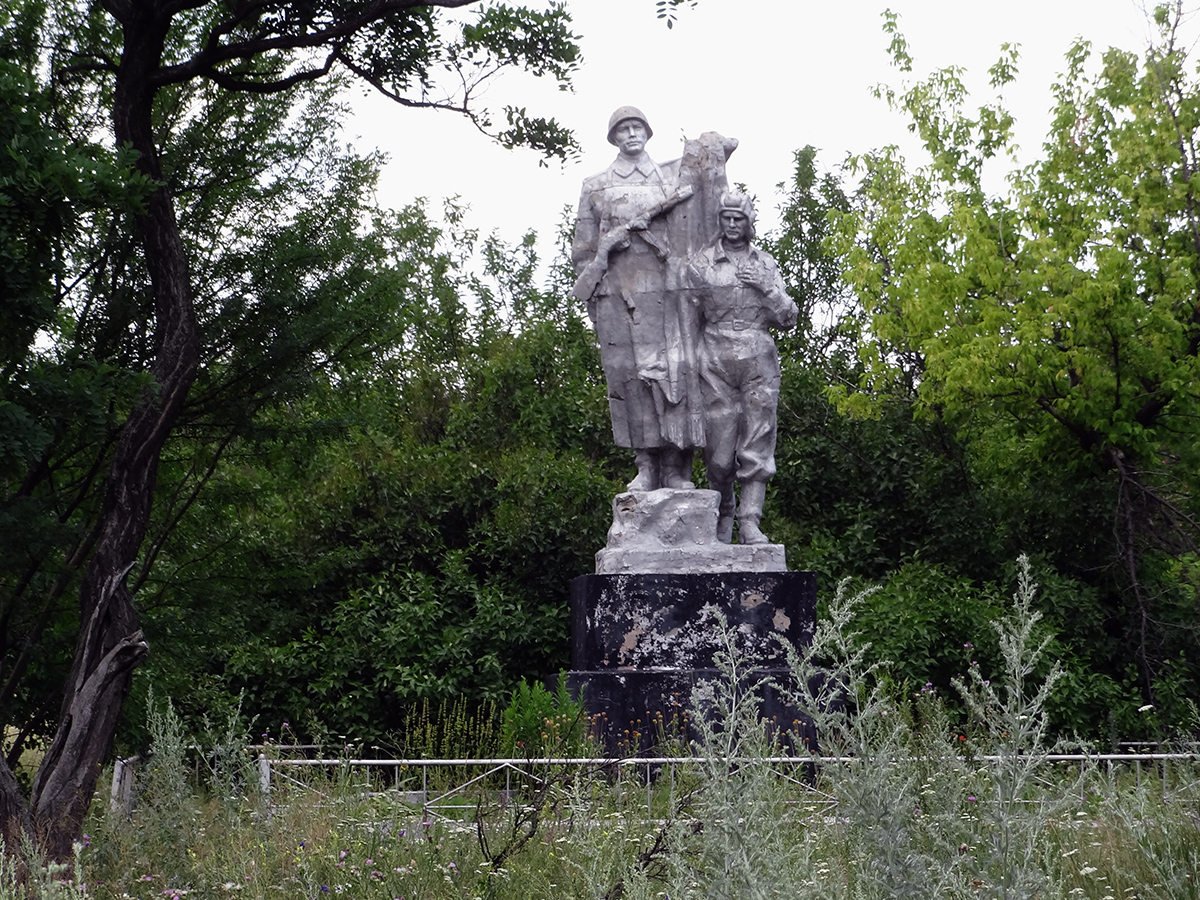
Братська могила (2013 рік)